# مانترووز (داکوتای جنوبی)
مانترووز(به انگلیسی: Montrose) شهری در ایالت داکوتای جنوبی کشور ایالات متحده آمریکا است که جمعیت آن در سرشماری سال ۲۰۱۰ میلادی، ۴۷۲ نفر بوده‌است.